# آندره-پیر ژینیاک
آندره-پیِر کریستین ژینیاک (فرانسوی: André-Pierre Christian Gignac‎؛ زادهٔ ۵ دسامبر ۱۹۸۵) یک بازیکن فوتبال اهل فرانسه است.
وی همچنین در تیم ملی فوتبال فرانسه بازی کرده‌است و در ۳۶ که برای این تیم انجام داده آمار ۷ گل زده را به ثبت رسانده‌است.